# 満足 K.473
『満足』（まんぞく、ドイツ語：Der Zufriedenheit）K.473は、ヴォルフガング・アマデウス・モーツァルトが作曲した歌曲。副題は「私はここではどんなに心地よく落ち着いて感じることだろう」（Wie sanft, wie ruhig fuhl' ich hier ）。同名の歌曲（K.349）が存在する。

## 概要
1785年5月7日にウィーンで作曲された。同じ日に歌曲『魔法使い』K.472も作曲している。タイトルはK.349と同じだが、詩人も作風も異なっている。作曲の詳しい経緯については不明だが、モーツァルトは同名の歌曲を3曲残している。
詩は4節から成るが、モーツァルトはこれを2節ずつにまとめ、全体として2節から成る有節歌曲として作曲した。柔和な表情と穏やかで優しい曲想を保ち、そのためある意味では歌詞の後半のアイロニカルな内容と音楽にそぐわないと思える箇所がいくつかある。この時期の歌曲には珍しく、9小節という比較的長い前奏を持っており、全体は30小節と大きくなっている。
詞は、クリスティアン・フェリックス・ヴァイセによる。

## 関連作品
- 満足 K.349
- 魔法使い K.472
- 偽りの世 K.474